# Gnojno (Sainte-Croix)
Pour les articles homonymes, voir Gnojno.
Gnojno est une localité polonaise, siège de la gmina de Gnojno, située dans le powiat de Busko en voïvodie de Sainte-Croix.